# Арнебия
Арнебия (лат. Arnebia) — род травянистых растений семейства Бурачниковые (Boraginaceae), близкий роду Воловик (Anchusa).
Название растения имеет арабское происхождение.
Представители рода естественным образом распространены в Европе, Азии и Африке. На территории России встречается от Кавказа до Алтая и Сибири. 
Селится обычно в пустынных местах, предпочитает песчаные почвы.
Растение с простыми очередными листьями. Цветки посажены на концы стеблей. Венчики белого или жёлтого цветов, могут иметь синий оттенок.

## Виды
По информации базы данных The Plant List, род включает 39 видов:
- Arnebia afghanica (Kitam.) Rech.f. & Riedl
- Arnebia benthamii (Wall. ex G.Don) I.M.Johnst.
- Arnebia cana (Tzvelev) Czerep.
- Arnebia coerulea Schipcz
- Arnebia decumbens (Vent.) Coss. & Kralik — Арнебия лежачая
- Arnebia densiflora (Nordm.) Ledeb. — Арнебия красящая, или Арнебия густоцветная
- Arnebia euchroma (Royle) I.M.Johnst.
- Arnebia fimbriata Maxim.
- Arnebia fimbriopetala Stocks
- Arnebia guttata Bunge — Арнебия пятнистая
- Arnebia hancockiana (Oliv.) I.M.Johnst.
- Arnebia hispidissima (Lehm.) A.DC.
- Arnebia inconspicua Hemsl.
- Arnebia johnstonii Riedl
- Arnebia latibracteata Riedl
- Arnebia leptosiphonoides Vatke
- Arnebia lindbergiana (Rech.f.) I.M.Johnst.
- Arnebia linearifolia A.DC.
- Arnebia minima Wettst. ex Stapf
- Arnebia nepalensis (Kitam.) H.Hara
- Arnebia nobilis Rech.f.
- Arnebia obovata Bunge
- Arnebia paucisetosa A.D.Li
- Arnebia pulchra (Willd. ex Roem. & Schult.) Edm. —  Арнебия красивая, или Арнебия синяковидная[3][неавторитетный источник]
- Arnebia purpurascens (A.Rich.) Baker
- Arnebia purpurea Erik & Smbl
- Arnebia rechingeri Riedl
- Arnebia sewerzowii Regel
- Arnebia simulatrix Riedl
- Arnebia speciosa Aitch. & Hemsl.
- Arnebia stenocalyx Riedl
- Arnebia szechenyi Kanitz
- Arnebia tinctoria Forssk.
- Arnebia transcaspica Popov
- Arnebia tschimaganica (B.Fedtsch.) G.L.Zhu
- Arnebia tubata (Bertol.) Sam.
- Arnebia ugamensis (Popov) Riedl
- Arnebia violascens Riedl
- Arnebia waziristanica Riedl